# Антоній Печерський
Анто́ній Пече́рський (близько 982 — 7 травня 1073) — церковний діяч Київської Русі, християнський святий. Засновник Печерського Монастиря Успіння Пресвятої Богородиці та будівничий Собору на честь Успіння Пресвятої Богородиці. З його ім'ям пов'язують реорганізацію києво-руських монастирів на засадах суворих чернечих традицій Святої гори (Афон, Греція). Аскетичне життя Антонія послугувало прикладом та зразком для князів і простолюдинів.

## Життєпис
За «Патериком Печерським, або Отечником», преподобний Антоній (в миру Антип) народився у Любечі біля Чернігова. Прагнучи душевного спокою, юнак викопав печеру, де молився на самоті. Невдовзі Антип вирушив на гору Афон, що уславилась як осередок православного чернечого життя. Там жили подвижники духу, постом та молитвою досягаючи внутрішньої гармонії. Обійшовши чи не всі афонські монастирі, Антип в одному з них прийняв постриг і прибрав собі ім'я Антоній. За час свого подвижництва на Афоні він заслужив повагу серед ченців. Одної ночі ігумену його монастиря у сні з'явилась Матір Божа, яка сказала, що руський інок має повернутися на батьківщину, щоб сприяти розбудові іночого життя на Русі й поширенню слова Божого.

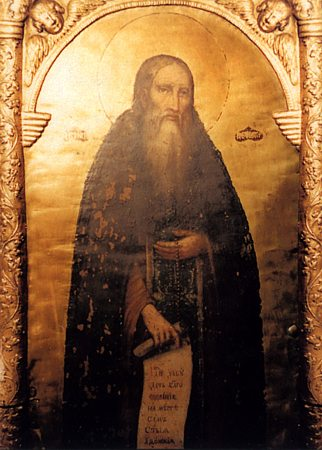
Ікона Св. Антонія Печерського

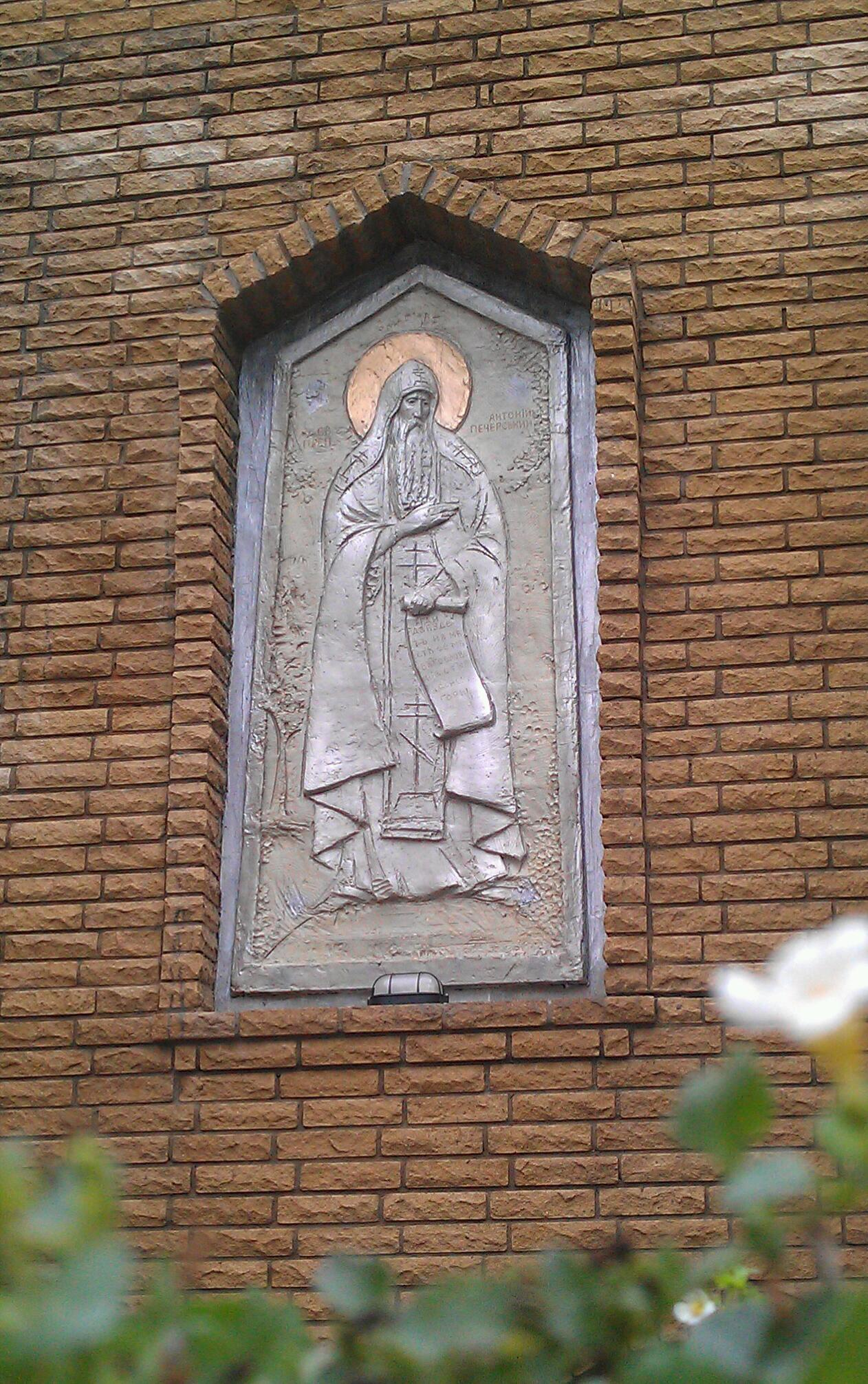
Рельєф Св. Антонія Печерського біля печер у Любечі. (2012) Г. Єршов

У 1013 році Антоній прибув до Києва. Відвідавши чернечі обителі, він не вподобав собі жодної й оселився в окремій печері у селі Берестовому, у передмісті Києва. Після смерті князя Володимира Великого, коли почалася боротьба за владу, Антоній покидає свою обитель і знову мандрує на Афон. Повернувшись лише після утвердження на престолі Ярослава Мудрого й обрання митрополитом першого з місцевих ченців Іларіона, він знову оселився у печері. Носив грубу «власяницю», харчувався тільки рослинною їжею, навіть у дозволені дні утримувався від вживання м'яса. Про ченця-аскета пішла слава Києвом та всією Руською землею. До Антонія сходяться подвижники та учні, молитвами і постом досягаючи релігійно-моральної досконалості.
Потерпаючи від щоденних відвідувачів і прагнучи самотності, Антоній перебрався на сусідню гору й викопав собі нову печеру. З часом поруч оселилися нові відлюдники, їх кількість зростала. На прохання Антонія великий князь Ізяслав віддав монастирю гору над печерами й з благословення Антонія тут було споруджено дерев'яну церкву, а довкола обведено гостроколом. Монастир став жити за єдиними правилами та статутом, перейнятими з афонських обителей. Так заснувався Києво-Печерський монастир.
Антоній брав активну участь у політичному житті й свого часу підтримував князя Святослава Ярославича в його боротьбі за великокнязівський престол із князем Ізяславом Ярославичем. Під час повстання киян, обурених правлінням Ізяслава, Антоній перебирається до Чернігова. Облюбувавши Болдину гору, він розпочав будівництво ще одного печерного монастиря. У Чернігові він жив недовго, з поверненням на великокняжий престол Ізяслава Ярославовича Антоній також прибуває до Києва. Останні роки він провів у заснованому ним Печерському монастирі, де 1073 року розпочав будівництво собору Успіння Пресвятої Богородиці, ознаменоване багатьма чудесами.
Помер преподобний Антоній на 90-му році життя. Його мощі й донині знаходяться у печері, у котрій він у пості та молитві ніс свій чернечий подвиг і котра названа його ім'ям, а Києво-Печерська лавра стала святинею православної церкви, що ось уже близько тисячі років є місцем поклоніння прочан.

## Канонізація
Канонізований в православ'ї та католицизмі.
Грецька за складом предстоятелів Київська митрополія з міркувань не церковного характеру протягом усього домонгольського періоду затримувала канонізацію преп. Антонія, хоча на Русі вже через 20 — 25 років після смерті почалося його шанування.

## Спроба перенесення мощей
За даними Атанасія Кальнофойського, була спроба перенесення мощей святого до Москви — але «провалилася». Після початку «робіт з перенесення мощей» з-під землі почали прориватись вогонь, вода, які завадили забрати мощі. Час не вказаний.

## Пам'ять
У місті Чернігів вулицю Ушакова перейменували на вулицю Антонія Печерського.